# 浅見侑
浅見 侑（あさみ ゆう、12月1日 - ）は、日本の漫画家、イラストレーター。岡山県出身。代表作は『A・Iレボリューション』、『蘭珠堂薬本舗』、『月の光星の道』。
1992年、『別冊プリンセス』（秋田書店）に掲載された「花の咲くころ」でデビュー。
集英社の『コバルト文庫』や講談社ホワイトハートほかでの挿絵や漫画の作品も執筆する。
2013年以降は、宙出版にて海外ロマンスコミックの執筆も開始し、「王国と美しき首飾り」（長谷川えみり原作）などを執筆。
Leeという別名義でも主に「コミックLYNX」（幻冬舎コミックス）でBL漫画や猫コラムや挿絵等を執筆中。

## 作品リスト

### 漫画
- 千の夢を抱いて（全1巻、秋田書店）
- A・Iレボリューション（全17巻、秋田書店）
- 目覚めれば愛は宿り（原作：マヤ・ブレイク、全1巻、2019年[2]、ハーパーコリンズ・ジャパン）
- ベネチアの光のなかで（原作：アン・ウィール、全1巻、2019年[3]、ハーパーコリンズ・ジャパン）
- 一夜だけの婚約者（原作：トリッシュ・モーリ、全1巻、2019年[4]、ハーパーコリンズ・ジャパン）

### 小説
- 四龍島（スーロンとう）シリーズ
  - 原作：真堂樹、全33作、集英社コバルト文庫
    1. 龍は微睡む
    2. 龍は花を喰らう
    3. 龍は誘う
    4. 龍は雲にひそむ
    5. 龍は炎帝を追う
    6. 龍は縛める
    7. 龍は酔い痴れる
    8. 龍は戯れる
    9. 龍は波涛を呼ぶ
    10. 龍は嵐に遊ぶ
    11. 龍は群青を呑む
    12. 龍を春天に放つ　
    13. 龍は飢える
    14. 龍は飛雨に惑う
    15. 龍は夜を抱く
    16. 龍は乱れる
    17. 龍は濡れ濡つ
    18. 龍は洛陽を咬む
    19. 龍は闇に堕つ
    20. 花街恋夜
    21. 龍は彷徨う
    22. 龍は希う
    23. 龍は暁を求む
    24. 龍は麾く
    25. 龍は荒立つ
    26. 龍は恋い恋う
    27. 龍は薫風に翔る
    28. 花姫純情
    29. 花影彼方
    30. 花片戯曲
    31. 花龍神話
    32. 花鬼幻燈
    33. 白き花咲く龍の島
- 斎姫異聞シリーズ
  - 原作：宮乃崎桜子、全15巻、講談社X文庫ホワイトハート
    1. 斎姫異聞
    2. 月光真珠
    3. 六花風舞
    4. 夢幻調伏
    5. 満天星降
    6. 暁闇新皇
    7. 燐火鎮魂
    8. 諒闇無明
    9. 陽炎羽交
    10. 花衣花戦
    11. 宝珠双璧
    12. 天離熾火
    13. 斎庭穂垂
    14. 貴人花葬
    15. 幻月影睡
- うたかた（斎姫異聞外伝）
- 斎姫繚乱シリーズ
  - 原作：宮乃崎桜子、既刊12巻、講談社X文庫ホワイトハート
    1. 斎姫繚乱
    2. 積善白花
    3. 火炎藤葛
    4. 龍棲宝珠
    5. 怨呪白妙
    6. 華燭恋唄
    7. 歳星天経
    8. 夜啼姫神
    9. 紅蓮瞠目
    10. 龍楼月陰
    11. 月魄霊鏡
    12. 望月弥栄
    13. 神威天想
- 飛天のごとく（上下巻、宮乃崎桜子、講談社X文庫ホワイトハート）